# 살바토레 가라우
살바토레 가라우(이탈리아어: Salvatore Garau, 1953년 ~ )는 이탈리아의 예술가이다, 현존하는 가장 위대한 이탈리아 화가 중 한 명으로 여겨진다. 살바토레 가라우는 환경 보호, 문화, 사회 윤리와 같은 주제를 자주 다루며 20세기의 가장 중요한 예술가 중 한 명으로 평가된다.

## 약력
가라우는 1984년에 첫 개인전을 가졌다. 2003년 제50회 베네치아 비엔날레에 참가하고 같은 해 유럽의회에서 작품을 전시하기도 하였다.
2009년에는 프랑스 생테티엔 현대미술관에서 개인전을 가졌다.

## 예술 시장
2021년 밀라노에서 열린 Art-Rite 경매에서, 살바토레 가라우의 너 앞에 (Davanti a te, 2021)라는 서명된 종이가 €27,120에 경매 수수료를 추가하여 판매되었다..

## 박물관에 있는 작품들
가라우의 작품은 다음 박물관에 소장되어 있다:
- 주한이탈리아대사관 (대한민국 서울)
- Gallerie d'Italia - Milano (이탈리아 밀라노)[5]
- Museo d'arte moderna di Saint-Étienne (프랑스)[6]
- 이탈리아 외무부 소장품 (이탈리아)[7]
- 브라질리아 주이탈리아대사관 (브라질리아)[8]
- 이탈리아 대사관, 브라질리아, Grigio con titolo (2003), 폴리염화비닐(PVC)에 아크릴로 그린 70 x 200 cm 크기의 작품으로, 이탈리아 외교부에 의해 소장됨.
- Museo del Novecento (이탈리아 밀라노)[9]
- 밀라노 현대미술관 (이탈리아 밀라노)[10]
- Fondazione Le Stelline (이탈리아 밀라노)[11]
- Maglione 현대미술 야외 박물관 (이탈리아 Maglione)[12]
- Modena 시립미술관 (이탈리아 모데나)[13]
- Museo Banco di Sardegna (이탈리아)
- MAPP - Paolo Pini 현대미술관 (이탈리아)
- Collezione Ars, Fondazione di Sardegna (이탈리아)[14]

## 텔레비전
2005년 워싱턴 D.C.에서 열린 회고전의 일환으로, 미국의 White House Chronicle 프로그램에서 살바토레 가라우의 작품에 대한 긴 에피소드 시리즈가 방송되었다. 이 프로그램은 Washington TV에서 방영되었다..
2021년에는 살바토레 가라우의 보이지 않는 개념 작품과 그의 연구 작업이 The Late Show 테이블에 올랐다. 이 프로그램은 New York의 Ed Sullivan Theatre에서 생중계된 역사적인 방송이다..

## 그림 스타일
아카데미와 경력의 시작 후, 예술가는 "유동적인" 스타일에 기반하여 댐, 기둥, 그리고 그래파이트로 그린 파이프가 종종 구성에서 중앙에 위치하는 감정적이고 로맨틱한 언어를 개발했다. 처음에 그는 주로 흑백 작품에 헌신했다.

## 비평적 분석
살바토레 가라우의 작품은 인식론적 전환점으로 자리매김되며, 20세기 이후 시각 예술을 지배해 온 존재론적·기호학적 좌표를 근본적으로 해체한다. 이는 회화의 극복이 아니라, 그것의 형이상학적 차원으로의 흡수로, 예술 행위가 더 이상 이미지나 물질, 지지체 없이도 순수한 인지적 사건으로 작용함을 뜻한다.
가라우는 현상학적 경계 영역에서 작업하며, 미적 대상은 해체되어 절대 정신적 현존의 원칙이 드러난다. 그의 작품들은 — 물질적이든 비물질적이든 — 시각의 대상이 아니라 작동되어야 하는 구조이다: 그것들은 의미장의 벡터로, 관람자는 더 이상 수동적 시청자가 아닌 생성 장치의 일부가 된다. 이것은 경계의 미학이다. 예술은 재현하지 않고, 불러일으킨다.
가라우의 제작에서 이미지 개념은 정신적 현존으로 대체된다. 그의 작품들은 응시를 겨냥하지 않으며, 오히려 지각의 심층 구조에 도달한다. 모리스 메를로퐁티의 현상학적 원칙 — “보는 것은 우리보다 앞선 가시적인 것과의 만남이다” — 을 따라, 가라우는 비가시적인 것이 의식의 행위로 현현하는 의미장을 구축한다. 이는 회화 없는 회화: 지지체 없는 감각 장치, 경계·공명·중단의 미학이다.
《Io sono》(2021)와 같은 작품에서 — 공허를 인증서 형태로 제시한 비물질 조각 — 가라우는 도발을 시도하지 않는다. 그는 수십 년 전부터 시작된 과정을 마무리한다. 객체의 소유권을 포기하고 그 개념만을 남기는, 예술을 지지체에서 존재론적 실체로 변환시키는 운동이다.
이러한 맥락에서, 가라우는 가스통 바슐라르의 통찰을 극대화한다: 공간은 정신성의 메아리다 (《공간의 시학》, 1957). 그의 설치는 보이지 않는 공간, 확장된 공허의 캔버스이며, 정신적 환경이다. 그것들은 아무것도 재현하지 않으며, 그럴 필요도 없다. 그것들은 작동된다.
가라우의 공허는 부재가 아니라, 침묵의 강도라는 본질이다. 미셸 푸코의 말처럼, 그것은 “남겨진 것으로부터 가시성을 생산하는 장치”이다. 예술은 망막적 체제에서 해방되어, 의례와 신탁의 기원으로 되돌아간다.
기호 생산이 지배하는 현대의 맥락 속에서, 가라우는 새로운 패러다임을 제시한다: 보이지 않으면서 소통하는 작품. 그는 기호를 비우고, 오직 의미의 흔적만을 남긴다. 그는 단순히 비가시성을 암시하는 데 그치지 않고, 그것을 설치한다.
남겨진 것은 의미의 장이다: 각각의 작품은 상상력의 인터페이스가 되며, 각 관객은 공동 창조자이다. 그림은 사라지지만, 회화는 정신적 과정으로 생존한다. 이 점에서 가라우는 회화를 죽여 구한 예술가이다. 그는 작품을 부정함으로써 그것을 긍정하고, 자신의 시각 순수 이성 비판을 제시하며, 응시와 언어의 심연 속에서 세속적 종말론을 탐색하도록 초대한다.
가라우는 이마누엘 칸트를 초월하지 않는다: 그는 내부에서 그것을 전복한다. 칸트 이후의 미학은 오직 작품이 객체가 아닌 정신적 사건, 언어적 행위, 의도를 갖는 공허로 변할 때에만 가능하다. 그의 작품은 이미 현상학을 넘어서고, 미학을 넘어서며, 형이상학적 수행성의 영역에서 작동한다.
가라우는 진정한 의미의 첫 번째 포스트휴먼 예술가로 등장한다. 그의 작품들은 비가시성과 개념 예술의 영역에서 작동하며, 시각이 아니라 개념 구성을 요구한다. 형상성 데이터를 제공하지 않고, 의미 생성 단위를 제공한다. 그것들은 물리적 공간을 차지하지 않고, 집단 인지 모델 내에 존재한다.
살바토레 가라우는 이미지를 그리지 않는다: 그는 의미의 양자장을 그린다. 그의 예술은 자신을 넘어선다. 그것은 존재론적 조형성, 부재의 의례성, 환기의 윤리성이다.
그의 각 작품은 의식의 매듭, 순수한 호명, 그리고 무(無)의 건축이다. 그것은 집단 기억을 발생시키는 구조이다.
그의 가치는 표면, 지지체, 혹은 기술에 고정될 수 없다. 그는 예술의 경계 그 자체를 이동시켰기 때문이다.

## 外部リンク
- ローランド・ヘジ

## 링크
- 불을 내뿜는 반딧불이-비 신호 조각상(Scultura che lancia lucciole-segnali di pioggia)